# Together (film, 2000)
Pour les articles homonymes, voir Together.
Pour plus de détails, voir Fiche technique et Distribution.
Together (Tillsammans en suédois, Tous ensemble en français) est une comédie dramatique de Lukas Moodysson sortie en 2000. L’action se situe en 1975 à Stockholm, dans une communauté hippie appelée Tillsammans (« Ensemble »). Le cinéaste porte un regard satirique sur les valeurs libertaires.

## Synopsis
L’action se passe dans une communauté de Stockholm plus ou moins dirigée par le paisible Göran qui fait tout pour éviter le moindre conflit. Le groupe passe son temps à se disputer au sujet des valeurs de gauche et au sujet de la répartition des tâches (dont la vaisselle). L’arrivée de la sœur de Göran, qui fuit son mari violent, accompagnée par ses deux enfants, va troubler les habitudes de la communauté.

## Fiche technique
- Titre original : Tillsammans (Tous ensemble)
- Titre français : Together
- Réalisation : Lukas Moodysson
- Scénario : Lukas Moodysson
- Photographie : Ulf Brantås (sv)
- Montage : Fredrik Alneng (sv) et Michal Leszczylowski
- Casting : Imor Hermann
- Direction artistique : Carl Johan De Geer (sv)
- Décoratrice : Li Garpenfeldt
- Costumes : Mette Möller
- Production :
  - Producteur : Lars Jönsson (sv)
  - Coproducteur : Peter Aalbæk Jensen
  - Producteur exécutif : Malte Forssell (sv)
  - Producteurs associés : Anna Anthony (sv) et Kermit Smith
- Sociétés de production : Memfis Film (sv), Zentropa, Film i Väst, SVT Drama et Nordisk Film
- Sociétés de distribution : Sonet Film (sv) (Suède), Sandrew Metronome (Danemark), Key Films (Italie) et Haut et Court (France)
- Pays d'origine :  Suède,  Danemark,  Italie
- Langue : suédois
- Genre : Comédie dramatique et comédie romantique
- Durée : 106 minutes
- Prix :
  - Prix spécial du Jury-Festival de Paris 2001
  - Grand prix Mediavision Alpe d'Huez 2001
- Dates de sortie :
  - Suède : 25 août 2000
  - Italie : septembre 2000 (Venice Film Festival)
  - Danemark : 29 septembre 2000
  - France : 13 juin 2001

## Distribution
- Lisa Lindgren (sv) : Elisabeth
- Michael Nyqvist : Rolf
- Emma Samuelsson (sv) : Eva
- Sam Kessel (sv) : Stefan
- Gustaf Hammarsten : Göran
- Anja Lundqvist (sv) : Lena
- Jessica Liedberg (sv) : Anna
- Ola Norell : Lasse
- Axel Zuber (sv) : Tet
- Shanti Roney (sv) : Klas
- Olle Sarri (sv) : Erik
- Cecilia Frode (sv) : Signe
- Lars Frode : Sigvard
- Emil Moodysson : Måne
- Henrik Lundström : Fredrik
- Thérèse Brunnander (sv) : Margit
- Claes Hartelius (sv) : Ragnar
- Sten Ljunggren (sv) : Birger
- Mats Blomgren (sv) :
- Chun Yin Cheung : serveur #1
- David Cheung : serveur #2
- Khim Efraimsson : serveur #3
- Jasmine Heikura (sv) : fille à l'école d'Eva #1
- Karin Stigsdotter (sv) :
- Katarina Thörnblad : fille à l'école d'Eva #2

## Chansons du film
- ABBA : S.O.S.
- Maggie Bell : Caddo Queen
- Hoola Bandoola Band : Vem kan man lita på?
- Pugh Rogefeldt : Här kommer natten
- Ted Gärdestad : Jag vill ha en egen måne
- Tony Hung : Paddy Fields No. 1
- Peps Persson : Onådens år
- Nazareth : Love Hurts
- International Harvester : It's Only Love
- Ted Gärdestad : Så mycket bättre
- Bo Hansson : The Black Riders / Flight to the Ford
- Shit & Chanel : Jorden Vinden Fuglene
- Shit & Chanel : Fandango
- Bo Hansson : Leaving Shire
- Nationalteatern : Hanna från Arlöv
- Tony Hung : Morning Stroll
- Bo Hansson : At the House of Elrond / The Ring Goes South
- Marie Selander : Vi är många
- Turid Lundqvist : Song
- Ted Gärdestad : Come Give Me Love